# Andrés Carrasco
Pour les articles homonymes, voir Carrasco.
Andrés Eduardo Carrasco, né le 16 juin 1946 à Buenos Aires et mort le 10 mai 2014 dans la même ville, est un médecin et biologiste moléculaire argentin. 
Diplômé en médecine de l'Université de Buenos Aires en 1971, il entre au CONICET (Conseil national de recherches scientifiques et techniques) en 1990 et travaille comme chercheur en embryologie moléculaire. Il se spécialise dans l'étude des gènes associés au développement embryonnaire des vertébrés et expose notamment les effets néfastes du glyphosate,,.